# Karl Geiger
Karl Geiger (1993. február 11.–) német síugró, 2013 óta a síugró-világkupa tagja. Világbajnok sírepülő és olimpiai ezüstérmes síugró.

## Pályafutása
Geiger a 2012-es lillehammeri világkupa versenyen versenyzett először. Első dobogójára 2016-ig kellett várnia, majd 2018-ban megszerezte az első győzelmét is Engelbergben, ezután pedig phjongcshangban a német csapattal ezüstérmes lett. A következő szezonja lett a legponterősebb szezonja, több mint 1500 pontot szerzett tizenegy dobogós helyezésével és az összetettet a második helyen zárta Stefan Kraft mögött. A 2020-as sírepülő világbajnokságot sikerült megnyernie, majd a csapattal is érmet szerzett. A 2020–2021-es négysánc-versenyen a második helyen végzett Halvor Egner Granerud mögött, eddig ez a legjobb helyezése a rangos versenyről.
Síugró karrierje mellett környezetmérnöki diplomával is rendelkezik.

## Eredményei

### Világkupa
| Szezon  | Összetett | Négysánc | Sírepülés | Raw Air | Willingen Five | Planica 7 | Titisee-Neustadt Five |
| ------- | --------- | -------- | --------- | ------- | -------------- | --------- | --------------------- |
| 2012–13 | 41.       | 59.      | 47.       |         |                |           |                       |
| 2013–14 | 42.       | 58.      | –         |         |                |           |                       |
| 2014–15 | 75.       | 58.      | –         |         |                |           |                       |
| 2015–16 | 30.       | 31.      | 29.       |         |                |           |                       |
| 2016–17 | 18.       | 18.      | 18.       | 23.     |                |           |                       |
| 2017–18 | 14.       | 11.      | 24.       | 20.     | 20.            | 35.       |                       |
| 2018–19 | 10.       | 11.      | 13.       | 11.     | 3.             | 6.        |                       |
| 2019–20 | 2.        | 3.       | 5.        | 12.     | 4.             |           | 5.                    |
| 2020–21 | 6.        | 2.       | 1.        |         | 20.            | 1.        |                       |
| 2021–22 |           | 4.       |           |         |                |           |                       |

### Győzelmei
| No. | Szezon  | Dátum              | Helyszín         | Sánc                              | Sáncméret |
| --- | ------- | ------------------ | ---------------- | --------------------------------- | --------- |
| 1.  | 2018–19 | 2018. december 15. | Engelberg        | Gross-Titlis-Schanze HS140        | LH        |
| 2.  | 2018–19 | 2019. február 16.  | Willingen        | Mühlenkopfschanze HS145           | LH        |
| 3.  | 2019–20 | 2020. január 11.   | Val di Fiemme    | Trampolino Giuseppe Dal Ben HS104 | NH        |
| 4.  | 2019–20 | 2020. január 12.   | Val di Fiemme    | Trampolino Giuseppe Dal Ben HS104 | NH        |
| 5.  | 2019–20 | 2020. február 21.  | Barcarozsnyó     | Râsnov Ski Jump HS97              | NH        |
| 6.  | 2019–20 | 2020. március 1.   | Lahti            | Salpausselkä HS130                | LH        |
| 7.  | 2020–21 | 2020. december 29. | Oberstdorf       | Schattenbergschanze HS137         | LH        |
| 8.  | 2020–21 | 2021. március 26.  | Planica          | Letalnica bratov Gorišek HS240    | FH        |
| 9.  | 2020–21 | 2021. március 28.  | Planica          | Letalnica bratov Gorišek HS240    | FH        |
| 10. | 2021–22 | 2021. november 20. | Nyizsnyij Tagil  | Tramplin Stork HS134              | LH        |
| 11. | 2021–22 | 2021. december 18. | Engelberg        | Gross-Titlis-Schanze HS140        | LH        |
| 12. | 2021–22 | 2022. január 22.   | Titisee-Neustadt | Hochfirstschanze HS142            | LH        |
| 13. | 2021–22 | 2022. január 23.   | Titisee-Neustadt | Hochfirstschanze HS142            | LH        |

### Olimpia
| Év   | Helyszín     | Verseny              | Eredmény |
| ---- | ------------ | -------------------- | -------- |
| 2018 | Phjongcshang | normálsánc           | 10.      |
| 2018 | Phjongcshang | nagysánc             | 7.       |
| 2018 | Phjongcshang | csapatverseny        | 2.       |
| 2022 | Peking       | normálsánc           | 15.      |
| 2022 | Peking       | nagysánc             | 3.       |
| 2022 | Peking       | csapatverseny        | 3.       |
| 2022 | Peking       | vegyes csapatverseny | 9.       |

### Északisí-világbajnokság
| Év   | Helyszín   | Verseny       | Eredmény |
| ---- | ---------- | ------------- | -------- |
| 2019 | Seefeld    | normálsánc    | 18.      |
| 2019 | Seefeld    | nagysánc      | 2.       |
| 2019 | Seefeld    | csapatverseny | 1.       |
| 2019 | Seefeld    | vegyescsapat  | 1.       |
| 2021 | Oberstdorf | normálsánc    | 2.       |
| 2021 | Oberstdorf | nagysánc      | 3.       |
| 2021 | Oberstdorf | csapatverseny | 1.       |
| 2021 | Oberstdorf | vegyescsapat  | 1.       |

### Sírepülő-világbajnokság
| Év   | Helyszín | Verseny | Eredmény |
| ---- | -------- | ------- | -------- |
| 2020 | Planica  | egyéni  | 1.       |
| 2020 | Planica  | csapat  | 2.       |